# Oribotritia turcica
Oribotritia turcica är en kvalsterart som beskrevs av Wojciech Niedbała 2006. Oribotritia turcica ingår i släktet Oribotritia och familjen Oribotritiidae. Inga underarter finns listade i Catalogue of Life.